# 4-メチル-1-ペンタノール
4-メチル-1-ペンタノール(4-methyl-1-pentanol)またはイソヘキシルアルコール(isohexyl alcohol)は、有機化合物の一つ。リュウガンで見られる。
消防法に定める第4類危険物 第2石油類に該当する。